# José Carlos Soria Gil
José Carlos Soria Gil (Alcázar de San Juan, 6 de novembre de 1975) és un exfutbolista castellanomanxec, que ocupava la posició de defensa.

## Trajectòria
Format al planter de l'Albacete Balompié, a la campanya 95/96, mentre milita a l'equip filial, l'Hellín, hi debuta amb els manxecs a primera divisió, tot jugant tres partits. L'any següent fitxa per l'Atlètic de Madrid, que l'incorpora al seu filial, amb qui disputa 28 partits a la Segona Divisió.
L'estiu de 1997 fitxa pel Córdoba CF. Amb els andalusos aconsegueix l'ascens a Segona Divisió el 1999. Durant les dues següents campanyes, el manxec hi seria titular a la defensa cordovesa, però perd eixa condició la temporada 01/02, en la qual juga 12 partits.
Inicia la temporada 02/03 a les files del Getafe CF, però després d'aparèixer només en una ocasió, acaba la temporada al Pontevedra CF. A partir d'ací, la carrera del defensa prossegueix per equips de divisions més modestes: Tomelloso CF (2003), Yeclano CF (03/04), SD Huesca (04/05), UE Figueres (05/06), UB Conquense (06/09), Los Barrios (09) i Arganda (09/...).